# مطار سان فرانسيسكو الدولي
مطار سان فرانسيسكو الدولي (بالإنجليزية: San Francisco International Airport) (إياتا: SFO، إيكاو: KSFO، معرف الموقع إف إيه إيه: SFO) هو مطار دولي يقع في مدينة سان فرانسيسكو في ولاية كاليفورنيا يبعد عن وسط مدينة سان فرانسيسكو بحوالي 21 كيلومتر. ويعتبر بوابة رئيسية للسفر إلى آسيا وما يعرف بمنطقة أوسترالاسيا وهو الأكبر في منطقة خليج سان فرانسيسكو بولاية كاليفورنيا وثاني أكبر مطار في الولاية بعد مطار لوس أنجلس الدولي.
يعتبر المطار أحد أكبر المطارات عالمياً من ناحية عدد الركاب المسافرين ، ويحتل المرتبة العاشرة على مستوى مطارات أمريكا الشمالية. ويعتبر المطار قاعدة العمليات الرئيسية لخطوط فيرجن الأمريكية، بالإضافة لكونه من المراكز الهامة لخطوط يونايتد الجوية ومركزها المحوري للصيانة.
يحتضن المطار ضمن منشآته متحف لويس تورين للطيران ومكتبة سلطة مطار سان فرانسيسكو للطيران، ومجموعة من المنصات للمعارض الفنية في صالات المطار.

## نبذة تاريخية

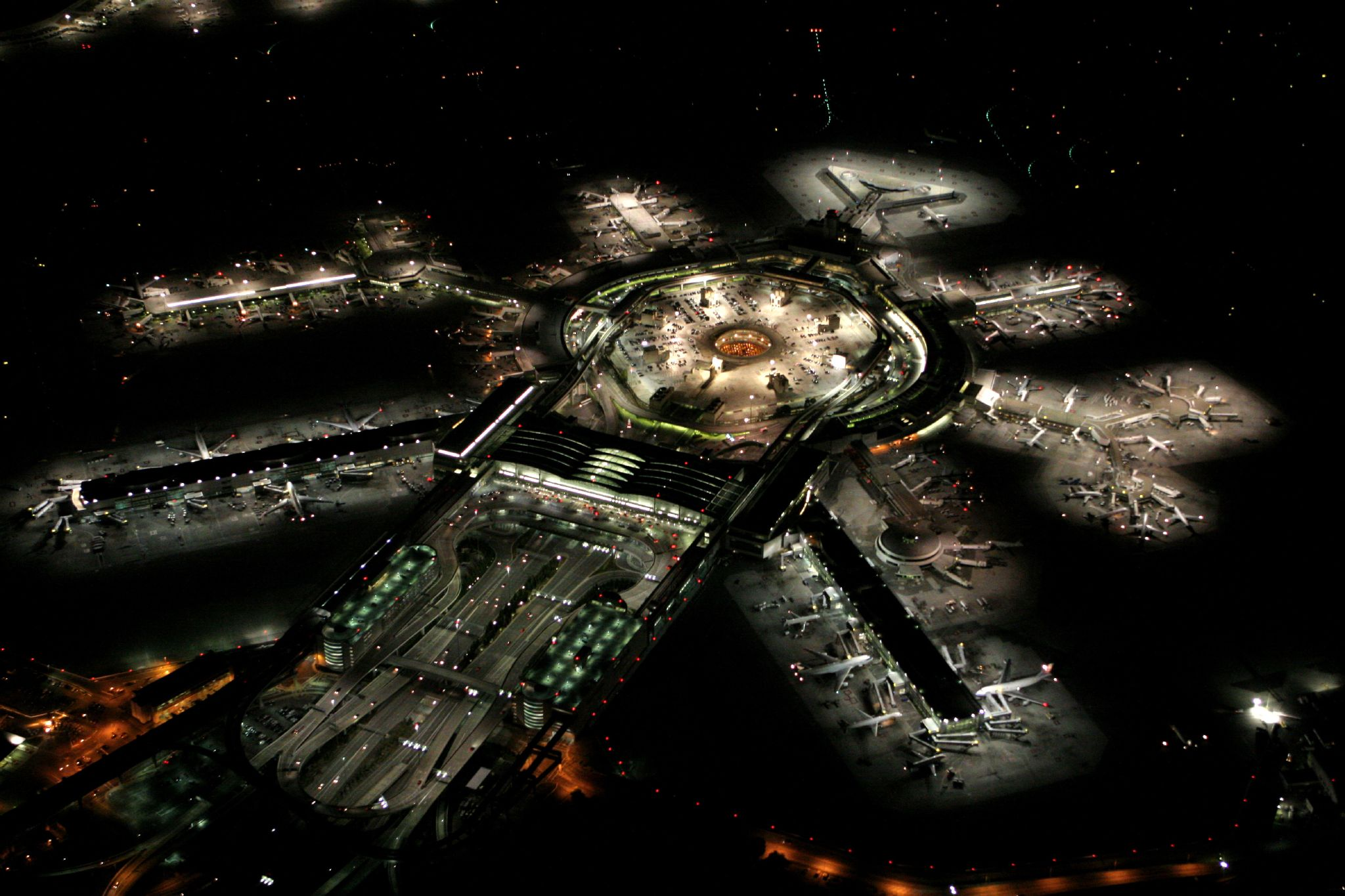
لقطة ليلية لمطار سان فرانسيسكو

افتتح المطار في عام 1927 على أرض مستأجرة من رجل يدعى اوجدن ميليس، وسمي المطار بمطار ميليس المحلي. وفي عام 1931 تم تغيير اسم المطار إلى مطار سان فرانسيسكو المحلي. وفي عام 1955 عدل المسمى ليصبح مطار سان فرانسيسكو الدولي.
عام 1954 شهد افتتاح صالة الركاب الوسطى متوافقا مع بدء قدوم الطائرات النفاثة وافتتاح أكبرمركز لصيانة طائرات خطوط يونايتد الجوية. وفي عام 1959 شهد المطار تدشين أول ممر هوائي متصل ببوابة السفر على مستوى مطارات الولايات المتحدة الأمريكية.
شهدت فترة التسعينات الميلادية ومع ثورة الانتعاش الاقتصادي في ما أطلق عليه (ثورة شركات الإنترنت)، تصنيف المطار ضمن أكبر عشرة مطارات في العالم باحتلالة المرتبة السادسة عالميا نتيجة لانتعاش وادي السليكون المجاور. ومع تراجع حدة تلك الثورة تراجع أداء المطار وخرج من قائمة العشرين مطارا الأفضل عالميا.
في عام 2000 تم افتتاح محطة منطقة الخليج للنقل بالقطارات. والتي أتاحت الفرصة للوصول من وإلى المطار مباشرة عبر المناطق المحيطة بخليج سان فرانسيسكو. كما تم افتتاح نظام النقل بمركبات القطار لنقل الركاب داخل محيط منشآت المطار.

## المنشأت الرئيسية للمطار

خريطة مطار سان فرانسيسكو

مباني المطار

يحتوي المطار على أربع مبان لصالات الركاب، تتضمن سبع صالات مختلفة.

### مبنى صالات الركاب رقم 1
بما يعرف سابقا بالصالة الجنوبية. وتحتوي على صالتي السفر C، B وهي مخصصة للرحلات القادمة والمغادرة إلى كندا وألاسكا بالإضافة لعدد من الرحلات للوجهات الداخلية.

### مبنى صالات الركاب رقم 2
فيما يعرف سابقا بالصالة الوسطى تحتوي على صالة السفر D. كانت مخصصة للرحلات الدولية حتى افتتاح الصالة الدولية الجديدة في عام 2000، واغلقت الصالة بعد ذلك لإجراء مزيد من أعمال التطوير والتحسين. وتستخدم حاليا كممر للربط بين المبنى 1 والمبنى 3، ومن المقرر استخدامها من قبل خطوط طيران فيرجن الأمريكية كمركز لرحلاتها حين اكتمال أعمال التطوير.

### مبنى صالات الركاب رقم 3
فيما يعرف سابقا بالصالة الشمالية، تحتوي على صالة السفر E وصالة السفر F. تستخدم من قبل شركات طيران الخطوط الجوية الكندية وخطوط ميد وست الجوية بالإضافة للخطوط الجوية الأمريكية وخطوط يونايتد الجوية، تستحوذ الصالة على ما نسبته 60% من الحركة الجوية في مطار سان فرانسيسكو.

### مبنى صالات الركاب الدولية
افتتحت في عام 2000، وتعتبر أكبر صالة دولية في أمريكا الشمالية ، تم تصميم الصالة بحيث تتجاوز مهام صالات الركاب لتضيف على المطار وتصبح مركزا ثقافيا وترفيهيا من خلال إقامة عدد من الأنشطة والمعارض الفنية. تتضمن متحف لويس تورين للطيران ومكتبة سلطة مطار سان فرانسيسكو للطيران.
تحتوي على صالتي السفر A وG تعتبر الصالة المقر لجميع رحلات وخطوط الطيران الدولية، ماعدا الرحلات المتجهة إلى كندا وألاسكا. تقع محطة قطارات المطار في أسفل المبنى.

### النقل

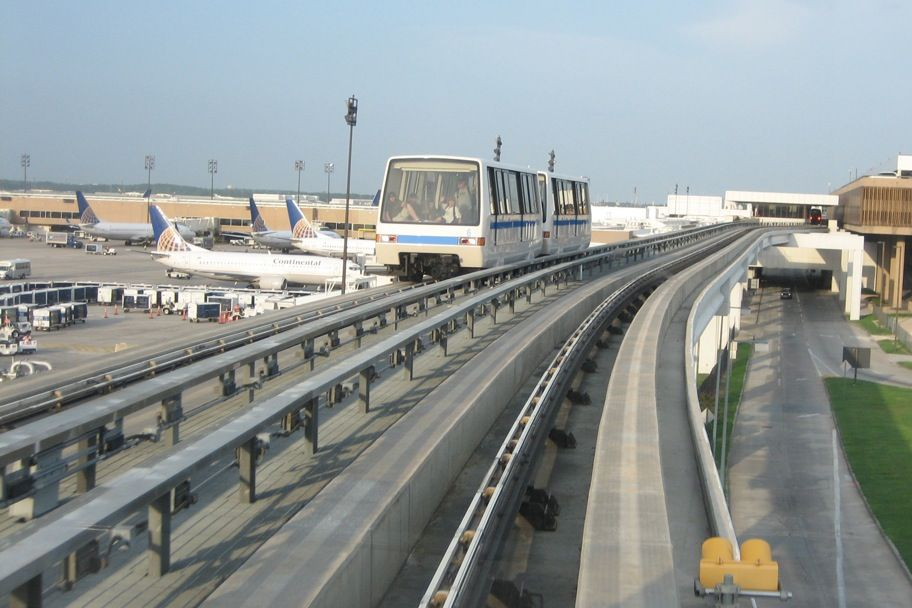
نظام نقل بالعربات بين الصالات

يشمل وسائل النقل المتاحة في المطار نظام كامل لنقل المسافرين عبر مركبات السكك الحديدة فيما بين مواقف السيارات وصالات الركاب مجانا. بالإضافة إلى محطة القطارات الرئيسية للمطار أسفل صالات الرحلات الدولية والتي تقوم برحلات إلى وسط مدينة سان فرانسيسكو وإلى المناطق المحيطة بالخليج.

## الحوادث
- في يوم 7 يوليو 2013م تحطمت طائرة كورية جنوبية [12] تابعة لخطوط طيران آسيان وعلي متنها 307 شخص بعد محاولة هبوطها في مدرج مطار سان فرانسيسكو وادي الحادث الي اصابة 180 شخص ومقتل اثنين فقط [13]

## شركات الطيران والوجهات

### الركاب
| شركـات طيـران                   | الوجهات | Refs          |
| ------------------------------- | --- | ------------- |
| أير لينغس                       | مطار دبلن الدولي | [ 14 ]        |
| طيران المكسيك                   | مطار غوادالاخارا الدولي، مطار بينيتو خواريز الدولي | [ 15 ]        |
| طيران كندا                      | مطار مونتريال الدولي، مطار تورونتو بيرسون الدولي، مطار فانكوفر الدولي | [ 16 ]        |
| Air Canada Express              | Edmonton | [ 16 ]        |
| طيران الصين                     | مطار بكين العاصمة الدولي | [ 17 ]        |
| الخطوط الجوية الفرنسية          | مطار باريس شارل ديغول | [ 18 ]        |
| طيران الهند                     | مطار كيمبيغودا الدولي، مطار أنديرا غاندي الدولي، مطار تشاتراباتي شيفاجي الدولي | [ 19 ] [ 20 ] |
| طيران ترانسات                   | موسمي: مطار مونتريال الدولي | [ 21 ]        |
| طيران نيوزيلندا                 | مطار أوكلاند الدولي | [ 22 ]        |
| خطوط آلاسكا الجوية              | مطار أوستن برغستروم الدولي، Boise، مطار لوجان الدولي، Burbank (تبدأ في 14 ديسمبر 2023)، Cancún، مطار أوهير الدولي، Dallas–Love، مطار باين فيلد، مطار هونولولو الدولي، Kahului، مطار هاري ريد الدولي، مطار لوس أنجلوس الدولي، مطار نيوآرك ليبرتي الدولي، مطار جون إف كينيدي الدولي، Orange County ‏، مطار أورلاندو الدولي، Palm Springs ‏، مطار فينيكس سكاي هاربر الدولي، مطار بورتلاند الدولي، Puerto Vallarta ‏، Redmond/Bend، مطار سولت ليك سيتي الدولي، مطار سان دييغو الدولي، San José del Cabo ‏، مطار سياتل تاكوما الدولي، Spokane، مطار واشنطن دولس الدولي، مطار رونالد ريغان الوطني موسمي: مطار تيد ستيفنز أنكوراج الدولي، Bozeman، Fort Lauderdale ‏، Ixtapa/Zihuatanejo، Jackson Hole ‏، Loreto، Mazatlán، مطار تامبا الدولي | [ 24 ]        |
| خطوط كل اليابان الجوية          | مطار طوكيو هانيدا الدولي، مطار ناريتا الدولي | [ 25 ]        |
| الخطوط الجوية الأمريكية         | مطار شارلوت دوغلاس الدولي، مطار أوهير الدولي، مطار دالاس فورت ورث الدولي، مطار لوس أنجلوس الدولي، مطار ميامي الدولي، مطار جون إف كينيدي الدولي، مطار فيلادلفيا الدولي، مطار فينيكس سكاي هاربر الدولي | [ 26 ]        |
| إمريكان إيغل                    | مطار لوس أنجلوس الدولي، مطار فينيكس سكاي هاربر الدولي | [ 26 ]        |
| خطوط آسيانا الجوية              | مطار إنتشون الدولي | [ 27 ]        |
| أفيانكا السلفادور               | مطار إل سلفادور الدولي | [ 28 ]        |
| Breeze Airways                  | Cincinnati، Louisville، Provo، Richmond، San Bernardino ‏ | [ 29 ]        |
| الخطوط الجوية البريطانية        | مطار لندن هيثرو | [ 30 ]        |
| كاثي باسيفيك                    | مطار هونغ كونغ الدولي | [ 31 ]        |
| الخطوط الجوية الصينية           | مطار تايوان تاويوان الدولي | [ 32 ]        |
| خطوط شرق الصين الجوية           | مطار شانغهاي بودنغ الدولي (تسأنف في 5 نوفمبر 2023) | [ 33 ]        |
| خطوط جنوب الصين الجوية          | مطار ووهان تيانهي الدولي (resumes November 4، 2023) | [ 34 ]        |
| كوندور للطيران                  | موسمي: مطار فرانكفورت | [ 35 ]        |
| خطوط كوبا الجوية                | مطار توكومين الدولي | [ 36 ]        |
| خطوط دلتا الجوية                | مطار هارتسفيلد جاكسون، مطار لوجان الدولي، مطار ديترويت، مطار لوس أنجلوس الدولي، مطار منيابولس سانت بول الدولي، مطار جون إف كينيدي الدولي، مطار سولت ليك سيتي الدولي، مطار سياتل تاكوما الدولي | [ 37 ]        |
| Delta Connection                | مطار سياتل تاكوما الدولي | [ 37 ]        |
| طيران الإمارات                  | مطار دبي الدولي | [ 38 ]        |
| إيفا للطيران                    | مطار تايوان تاويوان الدولي | [ 39 ]        |
| خطوط فيجي الجوية                | مطار نادي الدولي | [ 40 ]        |
| Flair Airlines                  | مطار فانكوفر الدولي | [ 41 ]        |
| فرينش بي                        | مطار فا الدولي، مطار باريس أورلي | [ 42 ]        |
| خطوط فرونتير الجوية             | مطار هارتسفيلد جاكسون، مطار دالاس فورت ورث الدولي، مطار دنفر الدولي، مطار هاري ريد الدولي، Ontario، مطار فينيكس سكاي هاربر الدولي موسمي: مطار ميدواي الدولي، Cleveland، مطار ديترويت، مطار أورلاندو الدولي | [ 43 ]        |
| خطوط هاواي الجوية               | مطار هونولولو الدولي، Kahului | [ 44 ]        |
| أيبيريا (شركة طيران)            | موسمي: مطار مدريد باراخاس الدولي | [ 45 ]        |
| إيتا (شركة طيران)               | مطار ليوناردو دا فينشي | [ 46 ]        |
| الخطوط الجوية اليابانية         | مطار طوكيو هانيدا الدولي، مطار ناريتا الدولي | [ 47 ]        |
| خطوط جيت بلو الجوية             | مطار لوجان الدولي، Fort Lauderdale ‏، مطار لوس أنجلوس الدولي، مطار جون إف كينيدي الدولي موسمي: Cancún | [ 48 ]        |
| الخطوط الجوية الملكية الهولندية | مطار سخيبول أمستردام | [ 49 ]        |
| كوريا للطيران                   | مطار إنتشون الدولي | [ 50 ]        |
| Level                           | موسمي: مطار برشلونة الدولي | [ 51 ]        |
| لوفتهانزا                       | مطار فرانكفورت، مطار ميونخ الدولي | [ 52 ]        |
| الخطوط الجوية الفلبينية         | مطار نينوي أكوينو الدولي | [ 53 ]        |
| Porter Airlines                 | مطار تورونتو بيرسون الدولي (تبدأ في 25 يناير 2024) | [ 54 ]        |
| كانتاس                          | مطار سيدني | [ 55 ] [ 56 ] |
| الخطوط الجوية القطرية           | مطار حمد الدولي | [ 57 ]        |
| الخطوط الجوية الإسكندنافية      | مطار كوبنهاغن | [ 58 ]        |
| الخطوط الجوية السنغافورية       | مطار شانغي سنغافورة | [ 59 ]        |
| خطوط ساوث ويست الجوية           | Burbank (تنتهي في 7 يناير 2024)، مطار ميدواي الدولي، مطار دنفر الدولي، مطار هاري ريد الدولي، مطار لوس أنجلوس الدولي، مطار فينيكس سكاي هاربر الدولي، مطار سان دييغو الدولي، مطار سانت لويس الدولي (تستأنف في 7 مارس 2024) موسمي: Dallas–Love (تستأنف في 8 يونيو 2024) | [ 63 ] [ 64 ] |
| ستارلوكس للطيران                | مطار تايوان تاويوان الدولي (تبدأ في 16 ديسمبر 2023) | [ 65 ]        |
| خطوط بلاد الشمس الجوية          | مطار منيابولس سانت بول الدولي | [ 66 ]        |
| الخطوط الجوية الدولية السويسرية | مطار زيورخ الدولي | [ 67 ]        |
| تاب برتغال                      | مطار لشبونة | [ 68 ]        |
| الخطوط الجوية التركية           | مطار إسطنبول الدولي | [ 69 ]        |
| الخطوط الجوية المتحدة           | مطار هارتسفيلد جاكسون، مطار أوكلاند الدولي، مطار أوستن برغستروم الدولي، مطار بالتيمور واشنطن الدولي، مطار بكين العاصمة الدولي (تستأنف في 9 نوفمبر 2023)، Boise، مطار لوجان الدولي، مطار بريزبان، مطار كالغاري الدولي، Cancún، مطار أوهير الدولي، Cleveland، Columbus–Glenn، مطار دالاس فورت ورث الدولي، مطار أنديرا غاندي الدولي (تستأنف في 29 مارس 2024)، مطار دنفر الدولي، Fort Lauderdale ‏، مطار فرانكفورت، مطار هونغ كونغ الدولي، مطار هونولولو الدولي، مطار جورج بوش الدولي، مطار إنديانابوليس الدولي، Kahului، Kailua-Kona، Kansas City ‏، مطار هاري ريد الدولي، Lihue، مطار لندن هيثرو، مطار لوس أنجلوس الدولي، مطار نينوي أكوينو الدولي، مطار ملبورن الدولي، مطار بينيتو خواريز الدولي، مطار ميامي الدولي، مطار منيابولس سانت بول الدولي، مطار ميونخ الدولي، مطار ناشفيل الدولي، مطار نيوآرك ليبرتي الدولي، مطار نيو اورليانز لويس أرمسترونغ الدولي، Ontario، Orange County ‏، مطار أورلاندو الدولي، مطار كانساي الدولي، مطار فا الدولي، مطار باريس شارل ديغول، مطار فيلادلفيا الدولي، مطار فينيكس سكاي هاربر الدولي، مطار بيتسبرغ الدولي ‏، مطار بورتلاند الدولي، Puerto Vallarta ‏، Raleigh/Durham، مطار رينو تاهو الدولي، مطار سولت ليك سيتي الدولي، مطار سان أنطونيو الدولي، مطار سان دييغو الدولي، San José del Cabo ‏، مطار سياتل تاكوما الدولي، مطار إنتشون الدولي، مطار شانغهاي بودنغ الدولي، مطار شانغي سنغافورة، مطار سيدني، مطار تايوان تاويوان الدولي، مطار تامبا الدولي، مطار بن غوريون الدولي، مطار طوكيو هانيدا الدولي، مطار ناريتا الدولي، مطار تورونتو بيرسون الدولي، مطار فانكوفر الدولي، مطار واشنطن دولس الدولي، مطار رونالد ريغان الوطني موسمي: Albuquerque، مطار سخيبول أمستردام، مطار تيد ستيفنز أنكوراج الدولي، Bozeman، مطار كرايستشيرش الدولي (تبدأ في 8 ديسمبر 2023)، Eugene، Fort Myers ‏، Jackson Hole ‏، Liberia (CR) ‏، Medford، Omaha، Palm Springs ‏، Redmond/Bend، مطار ليوناردو دا فينشي، Santa Barbara ‏، مطار زيورخ الدولي | [ 75 ]        |
| United Express                  | Albuquerque، مطار أوستن برغستروم الدولي، Bakersfield، Boise، Bozeman، Burbank، Eugene، Eureka، Fresno، Kansas City ‏، Medford، مطار منيابولس سانت بول الدولي، Monterey، North Bend/Coos Bay ‏، Ontario، Orange County ‏، Palm Springs ‏، مطار فينيكس سكاي هاربر الدولي، Redding، Redmond/Bend، مطار رينو تاهو الدولي، Sacramento، مطار سولت ليك سيتي الدولي، San Luis Obispo ‏، Santa Barbara ‏، Spokane، Tri-Cities (WA) ‏، مطار توسان الدولي، مطار فانكوفر الدولي موسمي: Aspen، Bishop، مطار كالغاري الدولي، Eagle/Vail، Glacier Park/Kalispell ‏، Hayden/Steamboat Springs ‏، Jackson Hole ‏، Missoula، Montrose، Omaha، Rapid City ‏، مطار سياتل تاكوما الدولي، Sun Valley ‏ | [ 75 ]        |
| الخطوط الجوية الفيتنامية        | مطار تان سون نهات الدولي | [ 76 ]        |
| خطوط فيرجن أتلانتيك الجوية      | مطار لندن هيثرو | [ 77 ]        |
| ويست جت إيرلاينز ‏               | مطار كالغاري الدولي موسمي: مطار فانكوفر الدولي | [ 78 ]        |
| Zipair Tokyo                    | مطار ناريتا الدولي | [ 79 ]        |

### الشحن
| شركـات طيـران         | الوجهات                                                      |
| --------------------- | ------------------------------------------------------------ |
| طيران إيه بي أكس      | Cincinnati، مطار لوس أنجلوس الدولي                           |
| Amazon Air            | Cincinnati، Fort Worth/Alliance ‏                             |
| خطوط آسيانا الجوية    | مطار إنتشون الدولي                                           |
| الخطوط الجوية الصينية | مطار تيد ستيفنز أنكوراج الدولي، مطار تايوان تاويوان الدولي   |
| دي إتش إل للطيران     | Cincinnati، مطار لوس أنجلوس الدولي، مطار سياتل تاكوما الدولي |
| فيديكس إكسبرس         | Fort Worth/Alliance ‏، مطار ممفيس الدولي                      |
| طيران كاليتا          | مطار لوس أنجلوس الدولي، مطار إنتشون الدولي                   |
| كوريا للطيران         | مطار لوس أنجلوس الدولي، مطار إنتشون الدولي                   |
| Nippon Cargo Airlines | مطار لوس أنجلوس الدولي، مطار ناريتا الدولي                   |
| الخطوط الجوية المتحدة | مطار أنتونيو بي وان بات الدولي                               |

## الإحصائيات

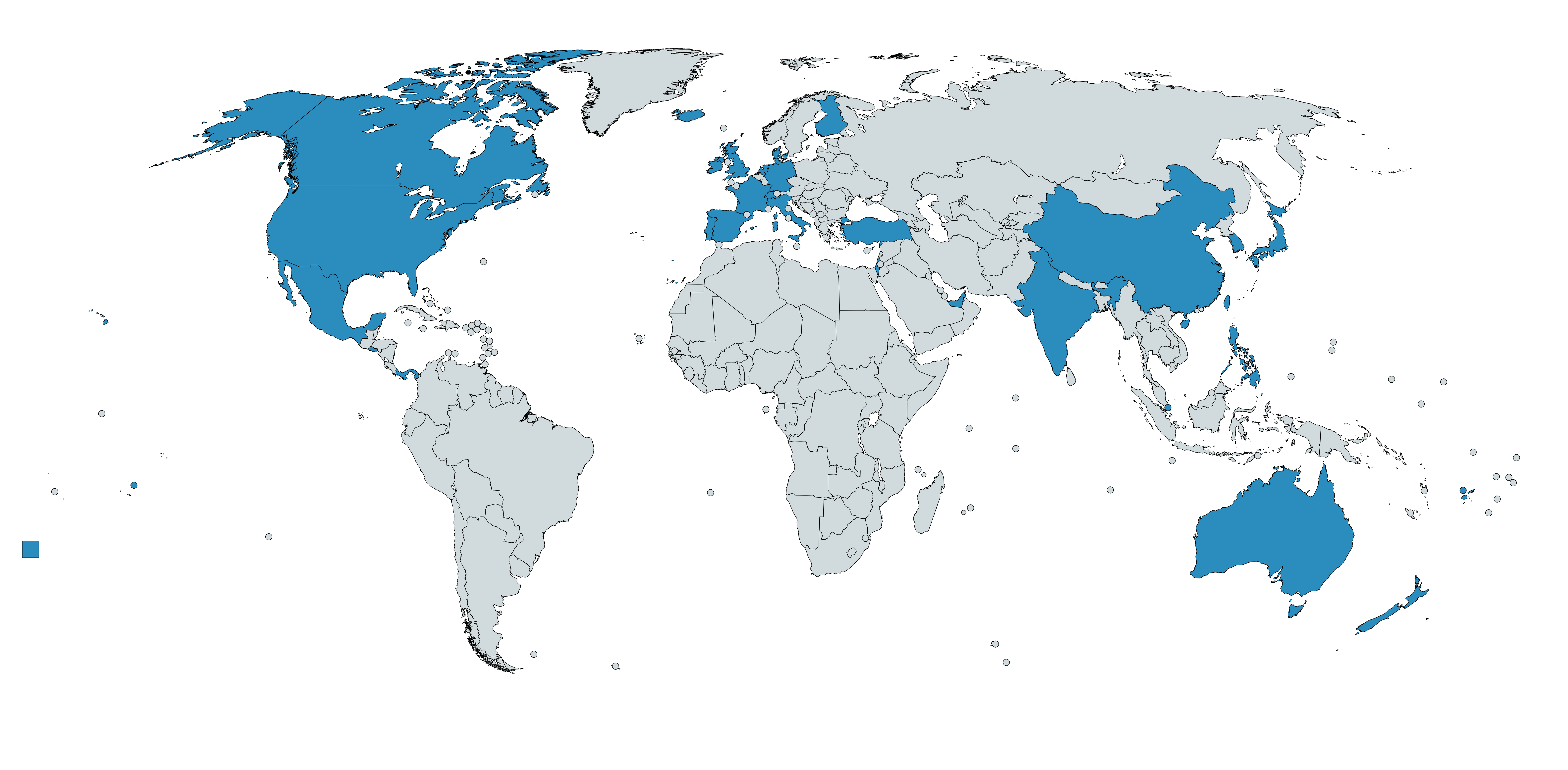
خريطة الوجهات

### أهم الوجهات
| الرتبة | المدينة                   | الركاب    | الناقل                                               |
| ------ | ------------------------- | --------- | ---------------------------------------------------- |
| 1      | مطار لوس أنجلوس الدولي    | 1,245,000 | آلاسكا، الأمريكية، دلتا، جيت بلو، ساوث ويست، المتحدة |
| 2      | مطار جون إف كينيدي الدولي | 1,013,000 | آلاسكا، الأمريكية، دلتا، جيت بلو، المتحدة            |
| 3      | مطار نيوآرك ليبرتي الدولي | 870,000   | آلاسكا، المتحدة                                      |
| 4      | مطار أوهير الدولي         | 833,000   | آلاسكا، الأمريكية، المتحدة                           |
| 5      | مطار دنفر الدولي          | 814,000   | فرونتير، ساوث ويست، المتحدة                          |
| 6      | مطار هاري ريد الدولي      | 756,000   | آلاسكا، فرونتير، ساوث ويست، المتحدة                  |
| 7      | مطار سياتل تاكوما الدولي  | 744,000   | آلاسكا، دلتا، المتحدة                                |
| 8      | مطار لوجان الدولي         | 635,000   | آلاسكا، دلتا، جيت بلو، المتحدة                       |
| 9      | مطار سان دييغو الدولي     | 604,000   | آلاسكا، ساوث ويست، المتحدة                           |
| 10     | مطار هونولولو الدولي      | 598,000   | آلاسكا، هاواي، بلاد الشمس، المتحدة                   |

| الرتبة | المطار                     | الركاب  | الناقل                                                                      |
| ------ | -------------------------- | ------- | --------------------------------------------------------------------------- |
| 1      | مطار لندن هيثرو            | 720,606 | الخطوط الجوية البريطانية، الخطوط الجوية المتحدة، خطوط فيرجن أتلانتيك الجوية |
| 2      | مطار فانكوفر الدولي        | 500,941 | طيران كندا، Flair Airlines، الخطوط الجوية المتحدة، ويست جت إيرلاينز ‏        |
| 3      | مطار فرانكفورت             | 446,313 | كوندور للطيران، لوفتهانزا، الخطوط الجوية المتحدة                            |
| 4      | مطار باريس شارل ديغول      | 387,760 | الخطوط الجوية الفرنسية، الخطوط الجوية المتحدة                               |
| 5      | مطار إنتشون الدولي         | 384,392 | خطوط آسيانا الجوية، كوريا للطيران، الخطوط الجوية المتحدة                    |
| 6      | مطار تورونتو بيرسون الدولي | 357,228 | طيران كندا، الخطوط الجوية المتحدة                                           |
| 7      | مطار بينيتو خواريز الدولي  | 354,762 | طيران المكسيك، الخطوط الجوية المتحدة                                        |
| 8      | مطار ميونخ الدولي          | 276,268 | لوفتهانزا، الخطوط الجوية المتحدة                                            |
| 9      | مطار سخيبول أمستردام       | 272,356 | الخطوط الجوية الملكية الهولندية، الخطوط الجوية المتحدة                      |
| 10     | مطار إسطنبول الدولي        | 270,783 | الخطوط الجوية التركية                                                       |

### شركات الطيران
| الرتبة | الناقل                  | الركاب     | النسبة |
| ------ | ----------------------- | ---------- | ------ |
| 1      | الخطوط الجوية المتحدة   | 21,904,971 | 47%    |
| 2      | خطوط آلاسكا الجوية      | 5,766,742  | 12%    |
| 3      | خطوط دلتا الجوية        | 3,709,612  | 8%     |
| 4      | الخطوط الجوية الأمريكية | 2,961,675  | 6%     |
| 5      | خطوط ساوث ويست الجوية   | 1,997,378  | 4%     |

### الأعداد السنوية
شاهد source Wikidata query and sources.
| السنة | المرتبة   | الركاب     | التغيير | عدد الرحلات | البضائع |
| ----- | --------- | ---------- | ------- | ----------- | ------- |
| 1998  |           | 40,101,387 |         | 432,046     | 598,579 |
| 1999  |           | 40,387,538 | ▲ 0.7%  | 438,685     | 655,409 |
| 2000  | 9         | 41,048,996 | ▲ 1.8%  | 429,222     | 695,258 |
| 2001  | 14        | 34,632,474 | ▼ 15.6% | 387,594     | 517,124 |
| 2002  | 19        | 31,450,168 | ▼ 9.2%  | 351,453     | 506,083 |
| 2003  | 22        | 29,313,271 | ▼ 6.8%  | 334,515     | 483,413 |
| 2004  | 21        | 32,744,186 | ▲ 8.8%  | 353,231     | 489,776 |
| 2005  | 23        | 33,394,225 | ▲ 2.0%  | 352,871     | 520,386 |
| 2006  | 26        | 33,581,412 | ▲ 0.5%  | 359,201     | 529,303 |
| 2007  | 23        | 35,790,746 | ▲ 6.6%  | 379,500     | 503,899 |
| 2008  | 21        | 37,402,541 | ▲ 4.5%  | 387,710     | 429,912 |
| 2009  | 20        | 37,453,634 | ▲ 0.1%  | 379,751     | 356,266 |
| 2010  | 23        | 39,391,234 | ▲ 5.2%  | 387,248     | 384,179 |
| 2011  | 22        | 41,045,431 | ▲ 4.2%  | 403,564     | 340,766 |
| 2012  | 22        | 44,477,209 | ▲ 8.4%  | 424,566     | 337,357 |
| 2013  | 22        | 44,944,201 | ▲ 1.2%  | 421,400     | 325,782 |
| 2014  | 21        | 47,074,162 | ▲ 4.9%  | 431,633     | 349,585 |
| 2015  | 15        | 50,067,094 | ▲ 6.2%  | 429,815     | 389,934 |
| 2016  | 23        | 53,106,505 | ▲ 6.1%  | 450,388     | 420,086 |
| 2017  | 24        | 55,832,518 | ▲ 5.1%  | 460,343     | 491,162 |
| 2018  | 25        | 57,793,313 | ▲ 3.5%  | 470,164     | 500,081 |
| 2019  | 24        | 57,488,023 | ▼ 0.5%  | 458,496     | 546,437 |
| 2020  | غير متوفر | 16,427,801 | ▼ 71.4% | 231,163     | 439,358 |
| 2021  | غير متوفر | 24,343,627 | ▲ 48.2% | 265,597     | 528,792 |
| 2022  | غير متوفر | 42,281,641 | ▲ 73.7% | 355,006     | 491,192 |